# Ehretia papuana
Ehretia papuana är en strävbladig växtart som beskrevs av Spencer Le Marchant Moore. Ehretia papuana ingår i släktet Ehretia och familjen strävbladiga växter. Inga underarter finns listade i Catalogue of Life.